# Mauna Kamakou
Der Mauna Kamakou ist ein Vulkan und mit 1506 m die höchste Erhebung auf der Ostseite der hawaiischen Insel Molokaʻi. Hier befindet sich auch die Kamakou Preserve.